# Săbăoani
Săbăoani è un comune della Romania nel distretto di Neamț, nella regione storica della Moldavia. Nel comune è presente un forte componente di siculi di Transilvania e sassoni di Transilvania.
Il comune Săbăoani è il più grande e uno dei più vecchi insediamenti rurali nel distretto (in romeno județ) Neamț. È situato nella zona centrale-estica del distretto di Neamț, è collegata a ovest mediante l'intersezione con la strada europea E85 (DN2) con la strada nazionale DN28, si trova a 12 chilometri di distanza dalla città di Roman e a 62 chilometri dalla città di Piatra Neamț, capoluogo del distretto di Neamț. Il comune Săbăoani è formato dal paese omonimo e dal villaggio Traian.
Al censimento dell'ottobre 2011 il comune Săbăoani aveva una popolazione di 9 901 persone.

## Geografia
Il comune si trova nell'estremità est del distretto al limite con il distretto di Iași, sull'altopiano superiore tra i due fiumi Siret e Moldova, a nord della città di Roman. È attraversato dalla strada nazionale DN2, che unisce Roman a Suceava. Vicino a Săbăoani, sulla stessa strada si ramifica con la strada nazionale DN28, che porta a Iași. Sempre vicino a Săbăoani, poco più a nord, dal DN2 si ramificano due strade statali, la DJ207B, che porta verso sud a Cordun e Roman (dove termina la DN2); e la DN208, che porta verso nord nel distretto di Iași, verso i comuni Mircești, Hălăucești, Mogoșești-Siret, Stolniceni-Prăjescu, Pașcani (dove si interseca con DN28A), Valea Seacă, Lespezi, e molto più distante nel distretto di Suceava a Dolhasca, Dolhești, Preutești e Fălticeni (dove termina DN2). Nel comune passa anche la ferrovia Roman-Suceava, dove i treni fermano alla stazione di Săbăoani.

## Società

### Evoluzione demografica
In base al censimento effettuato nel 2011, la popolazione del comune Săbăoani è di 9 901 abitanti, in diminuzione rispetto al censimento anteriore del 2002, quando si registrarono 10 301 abitanti. La maggioranza degli abitanti è rumena (95,73%). Per il 4,21% della popolazione l'appartenenza etnica non è conosciuta. Dal punto di vista religioso la maggior parte degli abitanti è romano-cattolica (93,61%), con una minoranza ortodossa (1,89%). Per il restante 4,23% della popolazione non è conosciuta l'appartenenza religiosa.

## Leggenda e origini del comune Săbăoani
La leggende della formazione del comune Săbăoani la ritroviamo nelle pagine di un manoscritto ”Cronica de la Săbăoani”, monografia realizzata da Petre Sescu (Pădurarul) (trad D.V).
Così come è mostrato in questa opera, il comune Săbăoani di oggi si è formato dal vecchio villaggio Berindești, situato “sulla fiancata della collina da dove abbracciai con la vista e comprendeva con gli occhi liberi l'intera valle del fiume Siret, con le sue campagne estese…”. Il nome del paesino, fa notare l'autore, proviene dalla parola turca "berindei”, dato dai turchi ai rivoli che attraversavano queste terre.
Il villaggio Berindești è stato derubato molte volte dalle armate turche e tătărăști, le case venivano bruciate a intervalli corti di tempo, e gli uomini erano obbligati a fuggire, nelle foreste, dagli invasori. In seguito a queste invasioni, gli abitanti del villaggio Berindești si sono decisi di ritirarsi dalla fiancata della collina nella foresta nelle vicinanze, verso il tramonto a 2 km distanza. Hanno lasciato le case abbandonate in piena campagna, con la chiesa in mezzo al villaggio, abbandonando questi posti divenuti pericolosi. Anche oggi gli abitanti del paese Săbăoani chiamano il posto dove c'è stato il vecchio focolare del villaggio, Berindești, e agli abitanti del centro villaggio dove una volta c'era la chiesa di pietra, vengono chiamati „Miseșke”.
A poco a poco, le persone che si stabilirono sull'attuale sede del villaggio di Săbăoani abbatterono gli alberi dell'antica foresta. Questo processo ha portato alla nascita di una valle gigante di terra attorno al villaggio, simile a una fortificazione che proteggeva l'insediamento circostante. Dietro queste "trincee" trovarono rifugio in tempi di angoscia gli abitanti di Săbăoanil. Dopo la cessazione delle invasioni, la fama di questa distesa di terra si placò, essendo usata solo come "recinzione", separando il fuoco del villaggio dall'enorme campo circostante.
Sembra che il primo abitante che lasciò Berindești e si stabilì nel mezzo della foresta soprastante si chiamava Szabo Ioan Martin. "Quando Szabo entrò qui nella foresta, costruì una casa su una piccola valle, dove c'era uno stagno, una fonte d'acqua necessaria per quei tempi, attualmente questo posto si trova dove c'è la casa di Sebi Ioan (Chirița) dove ha vissuto Nicluș Nita nell'orto di Ghearghiș Peter, oggi Strada Muncii, ... ”. Qui la prima casa nella foresta fu costruita da Szabo Ioan Martin, da cui deriva anche il nome del villaggio di Săbăoani.
La data di fondazione di Szabo e dei suoi compagni nella foresta non è nota, perché non si ritirarono tutti da Berindești in una sola volta, ma solo una parte, un fatto confermato dai documenti storici dal 1600 fino alla metà del XVIII secolo che segnalano l'esistenza di due villaggi: Săbăoani e Berindești.
L'età di Săbăoani può essere vista anche dalle strade tortuose, storte, curve, rotte, ecc. Perché ogni nuovo arrivato nel bosco si faceva strada a caso attraverso gli alberi, senza attraversare la strada di accesso, quindi camminavano da una casa all'altra sui sentieri attraverso gli alberi.
Dopo essersi moltiplicati, gli abitanti del nuovo villaggio hanno incominciato a tracciare le strade di accesso, ma sono stati costretti a bypassare gli alberi secolari e le case già costruite, che hanno portato al disegno delle strade, spezzate come si vede oggi.
Tuttavia, quelli che provengono da Berindești non sono i primi esploratori di questa foresta. Al momento delle loro prime esplorazioni qui, in una parte a loro sconosciuta, viveva un gruppo di persone le cui fonti storiche ci informano che il grande imperatore Ștefan cel Mare intorno al 1468 sospese il pagamento di qualsiasi tassa, per gli abitanti di due villaggi, uno dei quali aveva il nome di Locos, cioè l'attuale quartiere «Licușenii» di oggi, che apparteneva alla Diocesi di Roman, un fatto che attesta l'esistenza di una popolazione a quel tempo nel nord della foresta in cui si avventurò la popolazione di Berindești.
Dopo l'installazione della popolazione di Berindești nella rispettiva foresta, si formarono due villaggi separati l'uno dall'altro, a una distanza di circa 2 km: i nuovi arrivati, i seguaci di Szabo, nel sud della foresta e il gruppo di persone che vivevano nel nord della foresta.
Dopo il 1900 il villaggio di Licușeni si fonde con il villaggio di Săbăoani e passa dal punto di vista amministrativo al municipio del comune di Sabăoani.